# Aleksander Fedorowicz (tłumacz)

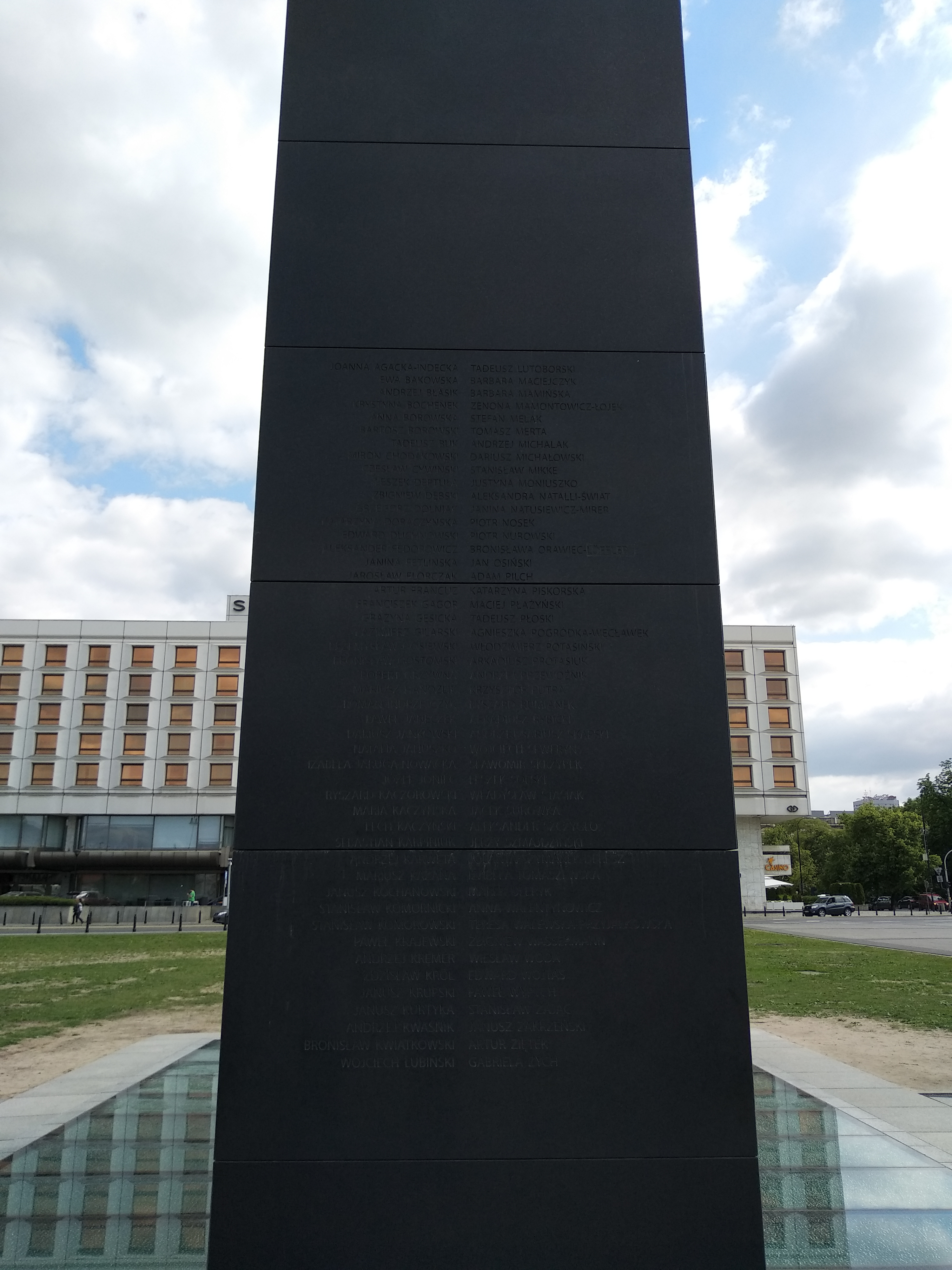
Aleksander Fedorowicz upamiętniony na Pomniku Ofiar Tragedii Smoleńskiej 2010 roku w Warszawie

Aleksander Fedorowicz (ur. 27 lipca 1971 w Bydgoszczy, zm. 10 kwietnia 2010 w Smoleńsku) – polski dyplomata i tłumacz.

## Życiorys
Był siostrzeńcem i chrześniakiem profesora Romana Kotzbacha. Ukończył studia w Instytucie Nauk Politycznych Uniwersytetu im. Łomonosowa w Moskwie; był stypendystą rządu polskiego. Był wicekonsulem w Uzbekistanie, gdzie zajął się dokumentacją historii mieszkających tam Polaków. Po powrocie do kraju pracował w MSZ, a następnie założył kancelarię tłumaczy przysięgłych. Znał pięć języków obcych. Miał uprawnienia tłumacza przysięgłego z języka rosyjskiego i hebrajskiego (w przypadku tego drugiego, jako jedna z kilku osób w Polsce). Został tłumaczem języka rosyjskiego prezydenta Lecha Kaczyńskiego. Pracował też m.in. przy ekshumacji oficerów w Katyniu.
W młodości trenował wioślarstwo. Był mistrzem Polski juniorów młodszych. W późniejszym okresie amatorsko trenował bieganie, startował w maratonach. Miał córkę i syna. Jego brat Dariusz jest kapitanem Wojska Polskiego i lekarzem.
Zginął 10 kwietnia 2010 w katastrofie polskiego samolotu Tu-154M w Smoleńsku w drodze na obchody 70. rocznicy zbrodni katyńskiej. Został pochowany w asyście wojskowej na cmentarzu parafii Józefa Rzemieślnika w Bydgoszczy. Nabożeństwo pogrzebowe celebrował biskup Jan Tyrawa, obecni byli m.in. wojewoda Rafał Bruski i marszałek województwa Piotr Całbecki. Jego ciało zostało ekshumowane w nocy z 27 na 28 września 2017 w związku z prowadzonym w Prokuraturze Krajowej śledztwem w sprawie katastrofy smoleńskiej.
14 kwietnia 2010 w Warszawie odbył się symboliczny bieg ku pamięci Aleksandra Fedorowicza i pozostałych ofiar katastrofy w Smoleńsku. 16 kwietnia 2010 roku Aleksander Fedorowicz został pośmiertnie odznaczony Krzyżem Kawalerskim Orderu Odrodzenia Polski.